# Wim Jansen
Wim Jansen (sinh ngày 28 tháng 10 năm 1946 - mất 25 tháng 1 năm 2022) là một cầu thủ bóng đá người Hà Lan.

## Sự nghiệp của câu lạc bộ
Ông đã dành phần lớn sự nghiệp thi đấu của mình cho đội bóng quê hương, Feyenoord , từ năm 1965 đến 1980. Tại Feyenoord, Jansen đã giành được bốn chức vô địch Liên đoàn , một cúp Hà Lan , một cúp UEFA vào năm 1974 và cúp châu Âu vào năm 1970 khi Feyenoord đánh bại Celtic 2– 1 ở Milan .  Anh ấy là đội trưởng của đội năm 1974 của họ đã đánh bại Tottenham Hotspur với tổng tỷ số 4–2.
Sau một thời gian ngắn thi đấu tại Giải bóng đá Bắc Mỹ với Washington Diplomats , anh chuyển đến đối thủ của Feyenoord là Ajax , nơi anh giành được chức vô địch vào năm 1981–82 .  Trận ra mắt của anh ấy cho Ajax là trận đấu với câu lạc bộ cũ của anh ấy ở De Kuip vào tháng 12 năm 1980; một cổ động viên của Feyenoord đã ném một quả cầu tuyết lạnh giá vào mắt Jansen trong khi khởi động, cuối cùng dẫn đến việc Jansen bị thay ra trong vòng 20 phút sau trận đấu.
Đồng đội người Hà Lan, Johan Cruyff coi Jansen là một trong bốn người đàn ông duy nhất đáng chú ý khi họ nói về bóng đá

## Sự nghiệp quốc tế
Jansen có lần đầu tiên trong số 65 lần khoác áo đội tuyển Hà Lan vào ngày 4 tháng 10 năm 1967, trong trận thua 2-1 trước Đan Mạch ở vòng loại UEFA Euro 1968 . Anh ấy ghi bàn thắng quốc tế duy nhất của mình trong trận đấu thứ tám vào ngày 4 tháng 9 năm 1968, chiến thắng 2–0 trước Luxembourg tại quê hương của anh ấy để tham dự vòng loại FIFA World Cup 1970 .
Jansen đã chơi tất cả bảy trận khi Hà Lan về nhì trước chủ nhà Tây Đức tại FIFA World Cup 1974 , và lặp lại kỳ tích năm 1978 khi họ thua chủ nhà Argentina .  Anh ta phạm lỗi với Bernd Hölzenbein vào năm 1974, khiến Paul Breitner gỡ hòa bằng một quả phạt đền khi người Đức từ phía sau đánh bại người Hà Lan.  Anh cũng chơi cả hai trận để giành huy chương đồng tại UEFA Euro 1976 ở Nam Tư. 

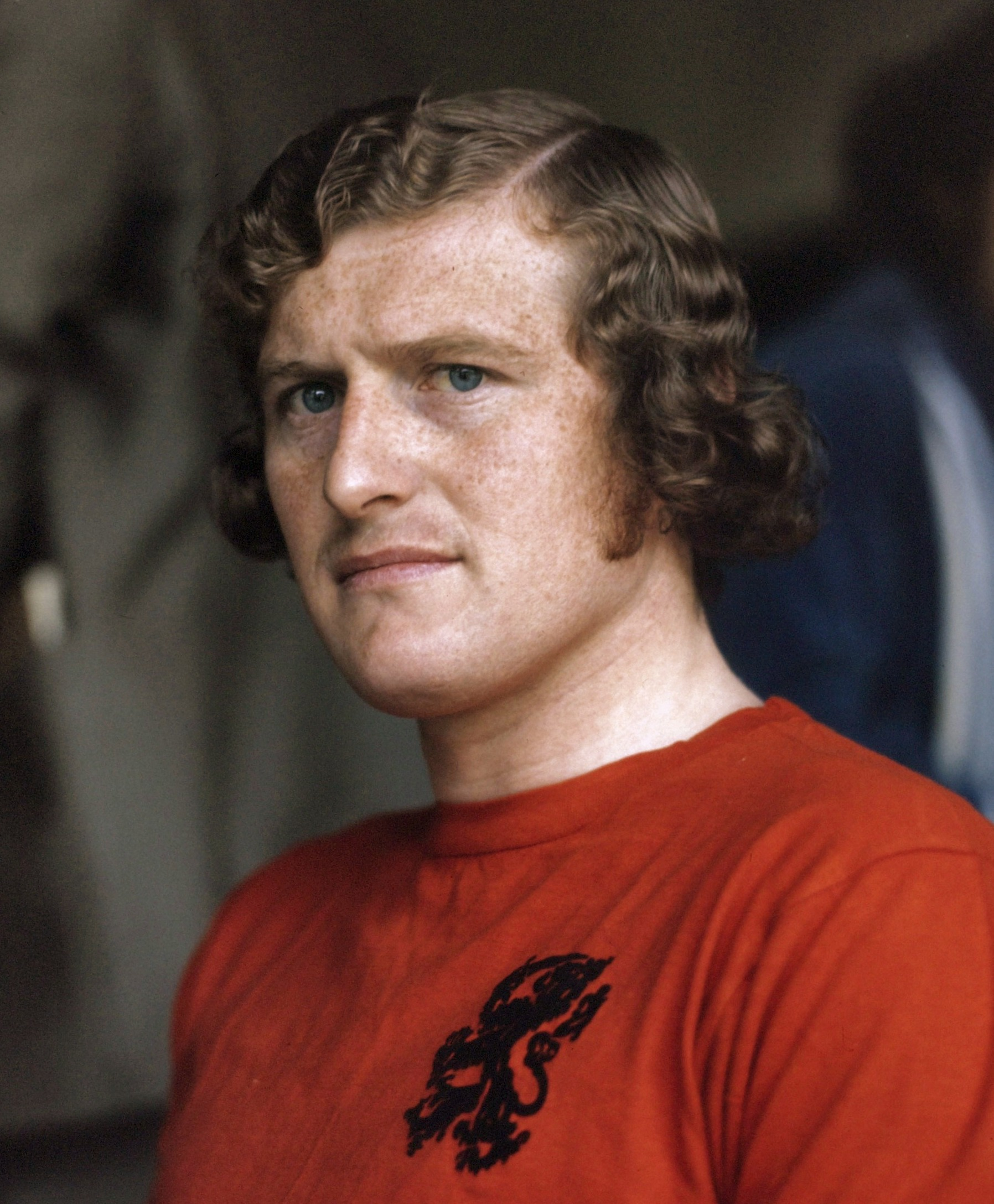
Jansen năm 1974

## Sự nghiệp quản lý
Jansen bắt đầu sự nghiệp quản lý của mình tại câu lạc bộ cũ Feyenoord, nơi ông làm huấn luyện viên và sau đó là trợ lý huấn luyện viên, từ năm 1983 đến năm 1987. Ông cũng có một mùa giải là huấn luyện viên của câu lạc bộ Bỉ SC Lokeren .  Năm 1991, anh trở lại Feyenoord với tư cách là huấn luyện viên, giành chức vô địch KNVB Cup năm 1991 . Kết quả là một bất ngờ vì câu lạc bộ gần như phá sản trong những năm trước đó.
Đội cũng giành được cúp vào năm 1992 và lọt vào bán kết của UEFA Cup Winners 'Cup 1991–92 .  Ông trở thành Giám đốc kỹ thuật vào năm 1992, và đồng đội cũ của ông, Willem van Hanegem đã dẫn dắt đội bóng lên ngôi vô địch vào năm 1993 và lại là Cúp Hà Lan vào mùa giải tiếp theo . Jansen không đồng ý với chiến thuật thể lực của van Hanegem và tranh cãi với chủ tịch Jorien van den Herik khi huấn luyện viên này được gia hạn hợp đồng. Anh rời đi để làm trợ lý giám đốc của Saudi Arabia cùng với người đồng hương Leo Beenhakker , và cũng quản lý đội bóng của Nhật Bản Sanfrecce Hiroshima, nơi anh phải vật lộn với ngôn ngữ.
Vào ngày 3 tháng 7 năm 1997, Wim Jansen được bổ nhiệm làm huấn luyện viên trưởng của Celtic , thay thế cho Tommy Burns bị sa thải .  Anh ấy là người quản lý đầu tiên của họ từ bên ngoài Vương quốc Anh và Ireland,  và là người thứ hai chưa từng chơi cho câu lạc bộ.  Anh tiếp tục hướng dẫn họ đến chức vô địch giải đấu Scotland đầu tiên sau mười năm, chấm dứt hy vọng giành chức vô địch thứ mười liên tiếp của đối thủ Rangers .  Mặc dù vô địch giải đấu và Cúp Liên đoàn Scotlandtrong mùa giải duy nhất của mình, Jansen rời câu lạc bộ chưa đầy 48 giờ sau khi danh hiệu được đảm bảo vì anh ấy không thể làm việc với tổng giám đốc Jock Brown .  Vụ chuyển nhượng đáng chú ý nhất của anh ấy là việc ký hợp đồng với Henrik Larsson từ Feyenoord.
Vào đầu mùa giải 2008–09 , Jansen đảm nhận vị trí trợ lý cho huấn luyện viên trưởng của đội một Feyenoord, Gertjan Verbeek .  Ông từ chức trong sự đoàn kết khi huấn luyện viên bị sa thải vào năm 2009.

## Cuộc sống cá nhân cho đến qua đời

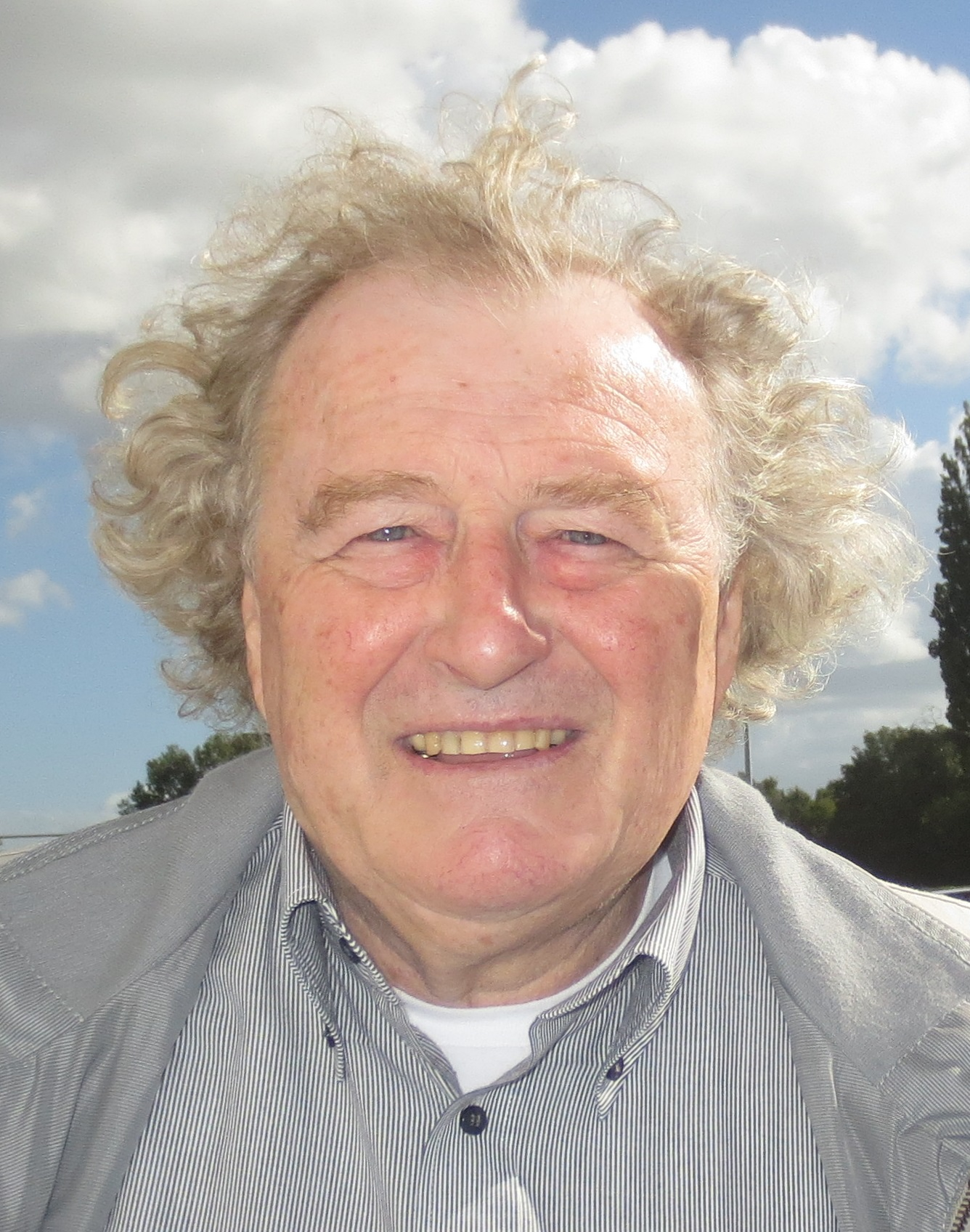
Jansen năm 2013

Jansen được đặt một cái tên Latinh, theo phong tục của người Công giáo Hà Lan , vì gia đình anh sống với người Công giáo trong năm đầu tiên của cuộc đời anh. Anh ấy và gia đình không theo đạo, và anh ấy sẽ tập đá bóng vào cột vào Chủ nhật trong khi tất cả hàng xóm của anh ấy đều ở nhà thờ.  Khi còn nhỏ, anh sống trên cùng một con phố ( Bloklandstraat ) với đồng đội của Feyenoord, Coen Moulijn .
Cuối năm 2021, Jansen phát hành cuốn tiểu sử Meesterbrein ("Mastermind"), được viết cùng với Yoeri van den Busken.
Jansen sống ở Hendrik-Ido-Ambacht từ những năm 1970. Ông qua đời vì các biến chứng của Chứng mất trí vào ngày 25 tháng 1 năm 2022, hưởng thọ 75 tuổi.

## Đội tuyển bóng đá quốc giaHà Lan
Wim Jansen thi đấu cho đội tuyển bóng đá quốc gia Hà Lan từ năm 1967-1980.

## Thống kê sự nghiệp
| Đội tuyển bóng đá Hà Lan | Đội tuyển bóng đá Hà Lan | Đội tuyển bóng đá Hà Lan |
| Năm                      | Trận                     | Bàn                      |
| ------------------------ | ------------------------ | ------------------------ |
| 1967                     | 3                        | 0                        |
| 1968                     | 5                        | 1                        |
| 1969                     | 3                        | 0                        |
| 1970                     | 5                        | 0                        |
| 1971                     | 5                        | 0                        |
| 1972                     | 1                        | 0                        |
| 1973                     | 1                        | 0                        |
| 1974                     | 11                       | 0                        |
| 1975                     | 4                        | 0                        |
| 1976                     | 5                        | 0                        |
| 1977                     | 4                        | 0                        |
| 1978                     | 12                       | 0                        |
| 1979                     | 5                        | 0                        |
| 1980                     | 1                        | 0                        |
| Tổng cộng                | 65                       | 1                        |